# Mindi Abair
Mindi Abair, née le 31 mai 1969[réf. nécessaire], est une saxophoniste et chanteuse américaine de smooth jazz, de pop-jazz et de pop. Toutefois, elle commence sa carrière en tant que musicienne pour des artistes de pop tels que les Backstreet Boys, Mandy Moore, Josh Groban ou Duran Duran, R&B comme The Gap Band ou Teena Marie, ou même pour le comique Adam Sandler. Mindi est aussi animatrice sur une radio américaine de l'émission smooth jazz, trip hop, lounge, ambient et downtempo Chill with Mindi Abair, qui a succédé à l'émission du même nom du trompettiste Chris Botti (Chill with Chris Botti).

## Biographie
En 2000, elle sort son premier album solo, Always and Never the Same, en tant que chanteuse uniquement, un opus entièrement pop, qui ne comporte aucune trace de saxophone et qui est très éloigné du registre smooth jazz pour lequel elle deviendra célèbre trois ans plus tard. Avec son album de 2003, It Just Happens That Way, son premier en tant que saxophoniste, et qui marque ses débuts dans le jazz, elle devient vite considérée comme la « deuxième Candy Dulfer »[réf. nécessaire] en raison des similitudes qu'elle partage, aussi bien musicalement que physiquement, avec la saxophoniste néerlandaise. Si le saxophone est son instrument de prédilection, Mindi joue aussi de la flûte et du clavier et chante sur plusieurs de ses morceaux. Si sur ses précédents albums jazz, Mindi se contait seulement en général de chanter certains refrains (hormis une reprise vocale du célèbre Save Tonight de Eagle-Eye Cherry sur Life Less Ordinary), son album de 2008 marque un changement dans la carrière de l'artiste. Stars, publié au label Concord Records, est partagé à parts égales entre des morceaux instrumentaux pop-jazz ou jazz-funk et des titres pop rock entièrement chantés, sans aucun passage de saxophone pour la plupart, qui renouent avec ses débuts discographiques.
En 2010, elle revient à un jazz plus orthodoxe avec l'album In Hi-Fi Stereo, très influencé par les artistes de soul jazz (on discerne des vinyles de Cannonball Adderley et Oliver Nelson sur la pochette) ; l'album atteint la 6e place des Billboard Jazz Albums et présente le hit jazz Be Beautiful écrit par David Ryan Harris. Le 27 mai 2014, Abair fait paraître Wild Heart au label de Concord Records, Heads Up International. Il débute à la première place du classement Billboard Jazz et à la 152e place du Billboard Top 200. Il est nommé pour un Grammy dans la catégorie d'« album instrumental contemporain » en 2015. Abair reçoit le prix Mad Skills aux She Rock Awards le 24 janvier 2015.

## Discographie

### Albums studio
- 2000 : Always And Never The Same
- 2003 : It Just Happens That Way
- 2004 : Come As You Are
- 2006 : Life Less Ordinary
- 2008 : Stars
- 2010 : In Hi-Fi Stereo
- 2013 : Summer Horns
- 2014 : Wild Heart

### Albums collaboratifs
- 2007 : Peter White Christmas with Mindi Abair and Rick Braun (Peter White / Mindi Abair / Rick Braun)